# Max Aeberli
Max Aeberli (data de nascimento desconhecida — 2009) foi um ciclista suíço. Aeberli competiu nos Jogos Olímpicos de Verão de 1948 em Londres, terminando em quarto lugar na prova tandem (pista).